# شهرستان شگارسکی
شهرستان شگارسکی (به لاتین: Shegarsky District) یک شهرستان در روسیه است که در استان تومسک واقع شده‌است.